# Gravité artificielle
Pesanteur artificielle
 (mars 2017).
Si vous disposez d'ouvrages ou d'articles de référence ou si vous connaissez des sites web de qualité traitant du thème abordé ici, merci de compléter l'article en donnant les références utiles à sa vérifiabilité et en les liant à la section « Notes et références ».

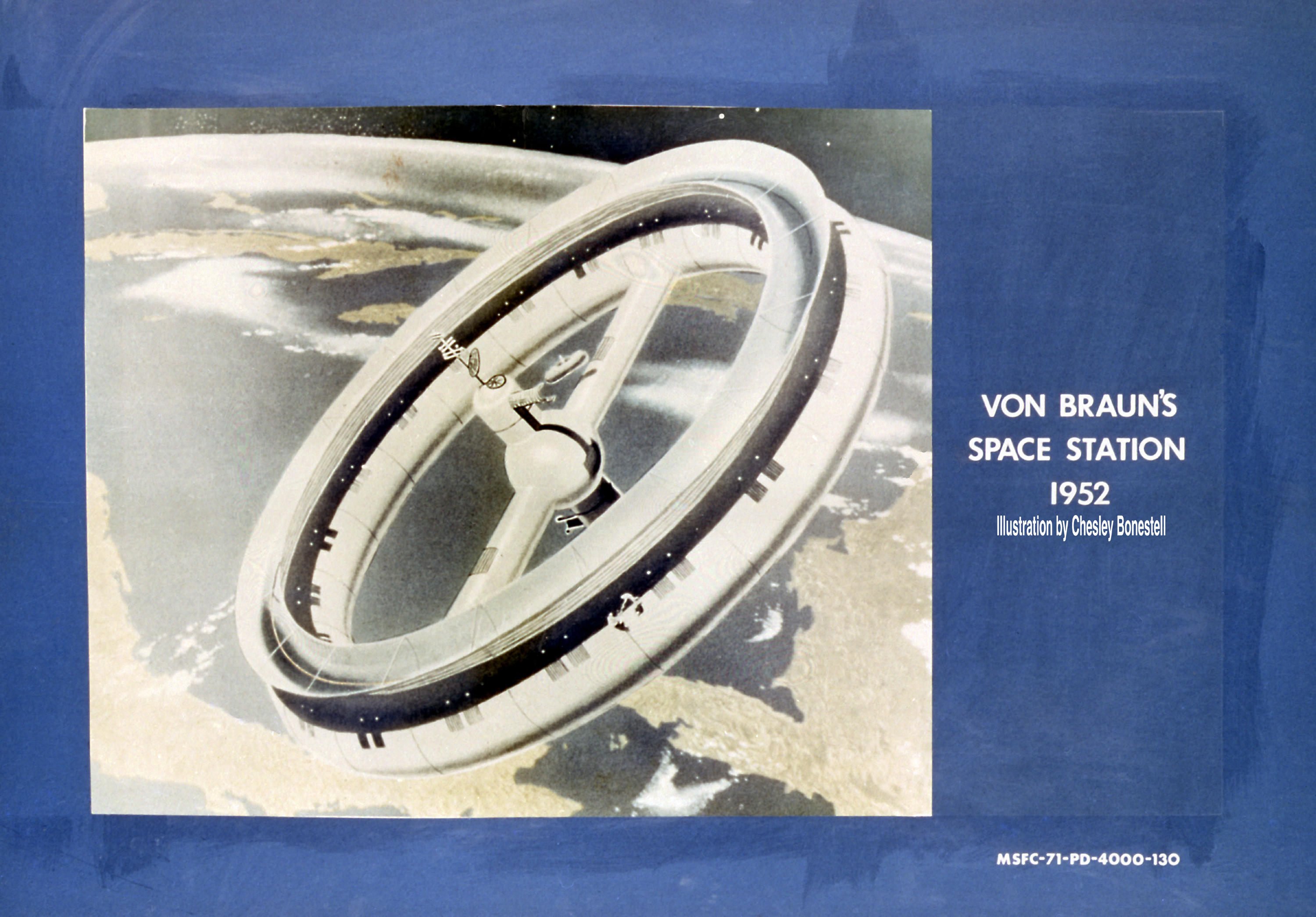
Une station spatiale en rotation de 1,6 km de diamètre. Concept de Von Braun (1952).

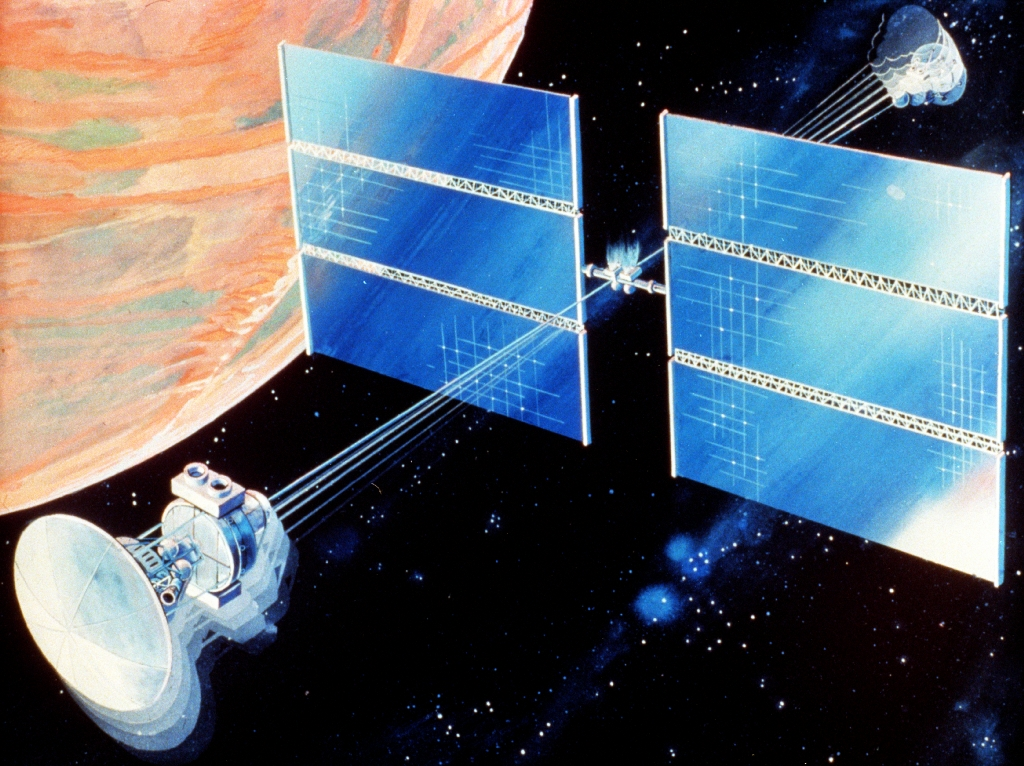
Vaisseau à destination de Mars en rotation autour d'un axe avec un contrepoids. La gravité peut être modulée en jouant sur la longueur du câble reliant le contrepoids et la vitesse de rotation (1989).

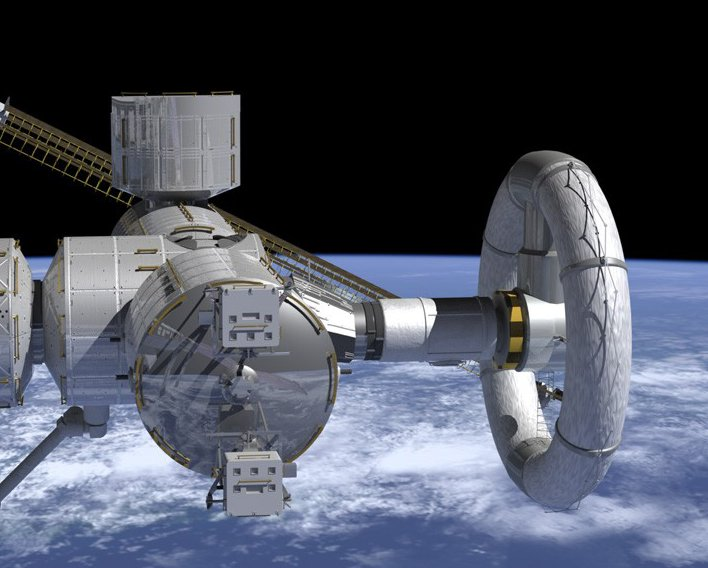
Projet de centrifugeuse utilisant une structure gonflable et fixée à l'extrémité de la station spatiale internationale pour valider le concept avant sa mise en œuvre sur un vaisseau d'exploration de l'espace profond Nautilus-X (2011).

La gravité artificielle est une accélération résultant de l'application d'une force et mise dans l'espace pour simuler la gravité. Ce terme peut également recouvrir différents concepts de science-fiction permettant de manipuler la gravité. Dans le contexte du vol spatial habité, la mise en œuvre de la gravité artificielle doit permettre de combattre les effets de l'apesanteur sur le corps humain durant une période prolongée. Plusieurs méthodes permettent de générer une gravité artificielle mais aucune n'a été mise en œuvre car toutes imposent des vaisseaux de très grande taille et présentent des inconvénients qui dans le cadre des missions spatiales programmées jusque-là ne sont pas compensés par leurs avantages.

## Terminologie
L'expression gravité artificielle s'est imposée, mais le terme correct est pesanteur artificielle. On ne peut pas modifier artificiellement la gravité (la force de gravitation), c'est la pesanteur (la résultante des forces de gravitation et d'inertie) qu'on modifie. Il en est d'ailleurs de même pour l'apesanteur (exacte compensation entre les forces de gravitation et d'inertie), différente de la microgravité (qu'on ne peut obtenir qu'en s'éloignant suffisamment de tout objet céleste).

## Problèmes soulevés par l'absence de gravité
L'absence de gravité subie par un astronaute dans l'espace est à l'origine de problèmes de santé dont la gravité dépend de la durée de l'exposition, il s'agit de l'un des problèmes principaux de l'adaptation de la vie humaine à l'espace. Au bout de quelques mois, malgré de nombreux exercices destinés à combattre les effets de l'impesanteur, le corps subit de nombreux dommages notamment :
- perte de densité osseuse ;
- atrophie musculaire ;
- perte de vision.

Une fois revenu sur Terre l'astronaute est temporairement dans l'impossibilité de marcher. Il souffre d'hypotension car son cœur doit réapprendre à lutter contre la gravité. La perte de densité osseuse est parfois irréversible. D'après de nombreux témoignages il lui faut en pratique passer 1 à 3 jours sur Terre pour chaque jour passé dans l'espace avant de retrouver l'état qui était le sien avant son séjour dans l'espace. 
Dans la perspective de missions interplanétaires de longue durée (plusieurs centaines de jours à plusieurs années), la mise en œuvre de la gravité artificielle à bord du vaisseau spatial semble donc souhaitable. Elle n'a jusqu'à présent jamais été expérimentée parce qu'elle impose un vaisseau d'une taille nettement supérieure à tout ce qui a été placé en orbite jusque-là.

## Méthodes de création d'une gravité artificielle
Il existe plusieurs méthodes pour créer une gravité artificielle, plus ou moins difficiles à mettre en œuvre.

### Rotation
Le vaisseau spatial peut tourner sur lui-même pour créer une force centrifuge. Tout objet interne entraîné par le mouvement de rotation du vaisseau sera plaqué contre sa paroi, créant ainsi l'illusion d'une gravité.
Cette technique des effets secondaires :
- des forces de Coriolis produites par la rotation peuvent donner le vertige, des nausées, ou désorienter. Des expériences ont permis de montrer qu'un taux de rotation plus faible réduisait les forces de Coriolis, et donc ses effets. Un taux de 2 tours par minute (tr/min) permet d'éviter les problèmes liés aux forces de Coriolis. Un taux de 7 tr/min est trop élevé pour la plupart des personnes, et peu d'entre elles peuvent s'y habituer ;
- gradients de gravité : la gravité créée varie en fonction de la distance au centre de rotation. Si la vitesse de rotation est élevée, la tête et les pieds ne ressentent pas la même gravité. Cela pourrait rendre les mouvements difficiles ;
- moment cinétique : comme noté plus haut, une grande vitesse angulaire produisant des hauts niveaux de force de Coriolis, le moment angulaire nécessite un système de propulsion pour accélérer ou ralentir la vitesse de rotation. De plus, si certaines parties du vaisseau ne tournent pas, le frottement et le moment de force diminuent la vitesse de rotation. Il faut donc des moteurs ou des volants d'inertie pour compenser les pertes en accélérant ou freiner certaines parties du vaisseau.

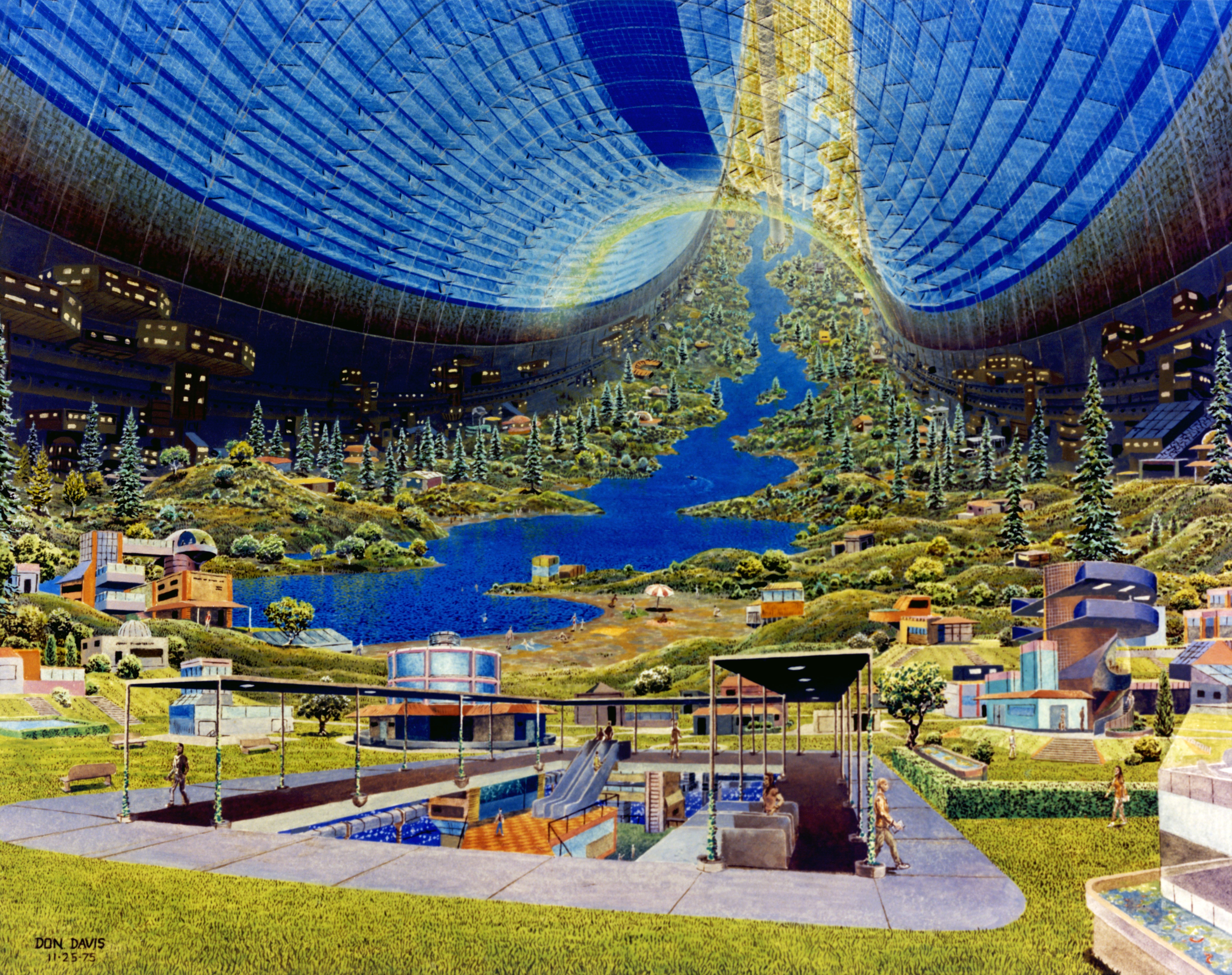
Image d'artiste d'un tore de Stanford avec un diamètre de 1 mille terrestre (1609 m). Le tore tourne à 1 tour par minute pour produire 1 g.

De nombreuses variantes de vaisseaux spatiaux utilisant une gravité artificielle existent, avec leurs avantages et inconvénients. Idéalement, le taux de rotation doit être inférieur à 2 tr/min pour réduire les effets des forces de Coriolis. Pour simuler une gravité similaire à la gravité terrestre (1 g), le rayon doit être d'au moins 224 m, ce qui représente un gros vaisseau spatial. Pour réduire sa masse, il pourrait être constitué de deux éléments reliés par un câble (par exemple, une partie pour l'habitation, et une autre pour le reste). 
Il se pourrait que l'exposition à une forte gravité de temps en temps soit suffisante pour compenser les effets de l'impesanteur, ou qu'une faible gravité suffise. Dans le premier cas, un cylindre de 10 m tournant à 10 tr/min peut générer 1 g aux hanches (11 % de plus aux pieds). Le deuxième cas permet également de réduire le rayon : une gravité de 0,1 g ne réclame qu'un rayon de 22 m.

### Accélération
En accélérant continuellement selon une ligne droite, le vaisseau spatial crée une force sur les objets internes, simulant une gravité dans le sens contraire à l'accélération. Pour cela, le vaisseau doit posséder une propulsion avec une impulsion spécifique très élevée, et un bon rapport puissance/masse. Avec une telle propulsion, les trajets à l'intérieur du système solaire sont courts, mettant Mars à 2-5 jours en accélérant à 1 g.
C'est la méthode utilisée par la fusée fictive du Professeur Tournesol.

### Masse
Une autre solution pour créer une gravité artificielle est d'installer un objet très dense dans le vaisseau spatial pour qu'il puisse créer son propre champ gravitationnel, et attirer les objets vers lui. En fait, il s'agit de la force de gravité habituelle, mais cette force est très faible avec des masses faibles. Un gros astéroïde ne peut créer que des millièmes de g, ce qui pourrait être trop peu pour être utilisable. De plus, la masse supplémentaire ajoutée au vaisseau spatial doit être déplacée avec lui, ce qui augmente la consommation énergétique lors des déplacements.

### Force de marée
Les forces de marée permettent de créer une faible gravité artificielle sur un vaisseau en orbite terrestre. Pour cela, il faut relier deux masses par un câble: celle d'en haut est attirée vers le haut car elle va plus vite que sa vitesse orbitale, et celle d'en bas vers le bas. Cette différence de force entre le haut et le bas non seulement stabilise le vaisseau, mais crée une faible gravité artificielle.

### Magnétisme
Dans les univers de science-fiction, la gravité artificielle est souvent présente dans des vaisseaux spatiaux qui ne tournent pas et n'accélèrent pas. Ceci n'est pas possible avec la technologie actuelle, même si un effet similaire pourrait être créé avec le diamagnétisme. Pour que l'effet soit visible, il faut éviter de placer des objets non-magnétiques à proximité du très puissant champ magnétique créé par des aimants très performants. Actuellement, des expériences ont permis de faire léviter au plus une grenouille, et donc de créer 1 g, mais en utilisant un aimant et un système qui pèse des milliers de kilogrammes qui reste supraconducteur avec des systèmes de refroidissements complexes.

### Générateur de gravité
Il n'existe aucune technologie confirmée qui permette de créer de la gravité sans masse existante, même s'il y a eu beaucoup de rumeurs. Eugène Podkletnov, un ingénieur russe prétend depuis le début des années 1990 avoir construit un équipement contenant un supraconducteur rotatif créant un énorme champ gravitomagnétique, mais aucune vérification ou résultat négatif n'a pu être fourni par une autre équipe. En 2006, un groupe de recherche de l'ESA prétend avoir créé un équipement équivalent produisant des millionièmes de g.

## Dans la fiction

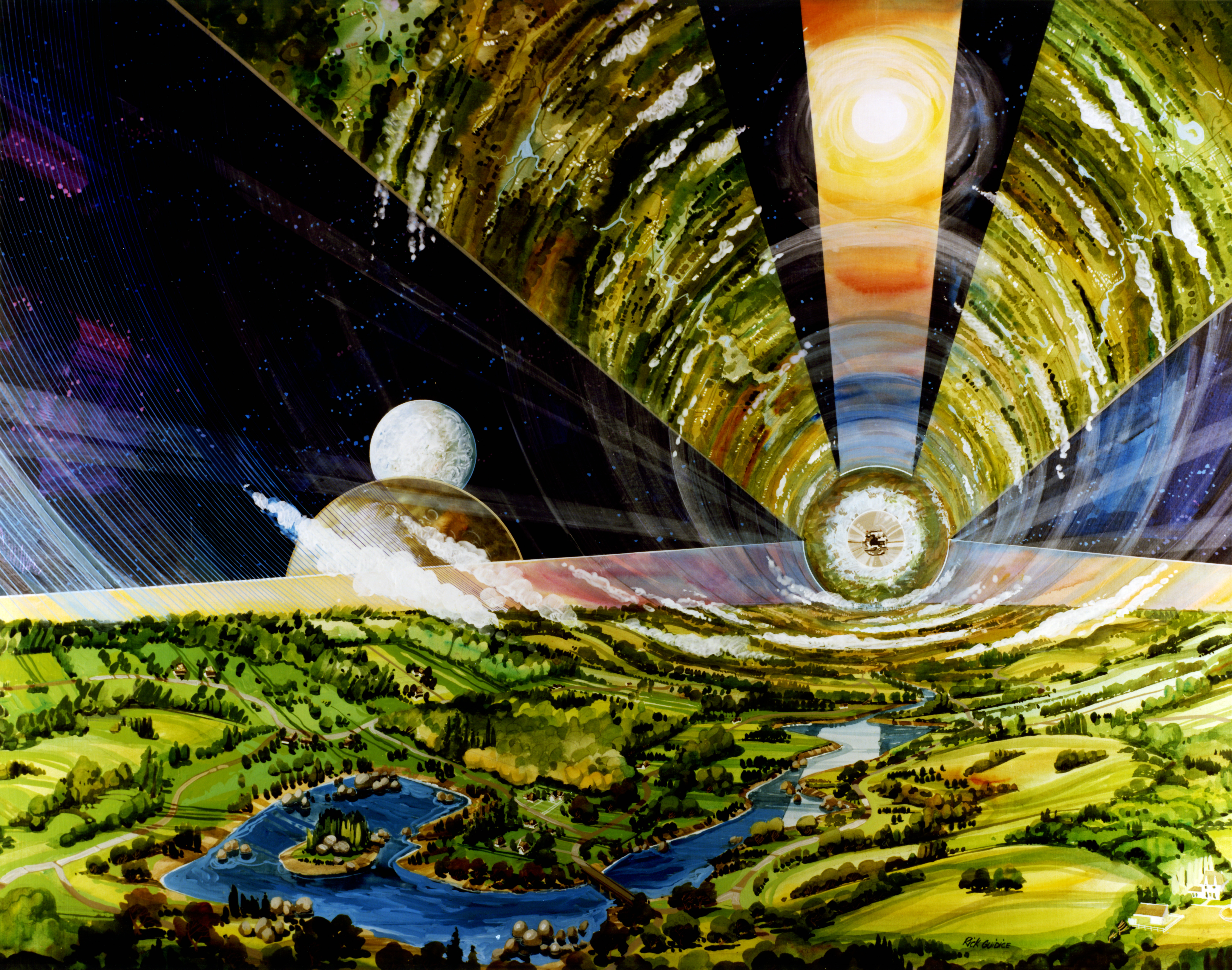
Un habitat O'Neill ressemblant au cylindre du roman Rendez-vous avec Rama.

La gravité artificielle est un thème fréquemment abordé dans les œuvres de science-fiction. Dans le film 2001, l'Odyssée de l'espace (1968) la mise en œuvre de la gravité artificielle est présentée avec beaucoup de réalisme : dans le vaisseau spatial Discovery qui combine des zones avec et sans gravité et à bord d'une  station spatiale en rotation, de même dans la station spatiale à la fin de Interstellar (2014). Une telle installation ne permettrait cependant pas, contrairement à ce que montre 2001, de courir à bord à cause de la force de Coriolis. Le roman Rendez-vous avec Rama et ses suites (1973-1993) se passent dans un habitat O'Neill. Cette construction est un énorme cylindre rotatif qui génère un g à son bord.
Le film Elysium (2013) montre également une immense station orbitale (destinée à l'habitat des plus riches qui ont fui une Terre devenue difficilement habitable) basée sur ce concept. 
Dans la saga de romans The Expanse, ainsi que dans son adaptation en série télévisée, la gravité artificielle est obtenue par accélération, et les vaisseaux sont décrits et montré en configuration dites en tour de bureau.
La franchise Star Wars utilise aussi le concept de gravité artificielle, les vaisseaux spatiaux sont équipés d'une technologie qui permet aussi bien aux passagers de pouvoir se déplacer naturellement (en reproduisant les effets de la gravité) que de créer un champ de force pour stabiliser et agripper des vaisseaux.